# Ла Бел (Мисури)
Ла Бел (енгл. La Belle) град је у америчкој савезној држави Мисури.

## Демографија
По попису из 2010. године број становника је 660, што је 9 (-1,3%) становника мање него 2000. године.
| Група             | 2000.       | 2010.       |
| Белци             | 610 (91,2%) | 599 (90,8%) |
| Афроамериканци    | 39 (5,8%)   | 37 (5,6%)   |
| Азијати           | 0 (0,0%)    | 0 (0,0%)    |
| Хиспаноамериканци | 12 (1,8%)   | 14 (2,1%)   |
| Укупно            | 669         | 660         |